# Georges Sérès (ciclista, 1887)
Georges Sérès (La Romieu, 6 de abril de 1887-Suresnes, 26 de junio de 1951) fue un deportista francés que compitió en ciclismo en la modalidad de pista. Ganó tres medallas en el Campeonato Mundial de Ciclismo en Pista entre los años 1920 y 1925.

## Medallero internacional
| Campeonato Mundial | Campeonato Mundial       | Campeonato Mundial | Campeonato Mundial |
| Año                | Lugar                    | Medalla            | Competición        |
| ------------------ | ------------------------ | ------------------ | ------------------ |
| 1920               | Amberes (Bélgica)        | Medalla de oro     | Medio fondo (P)    |
| 1924               | París (Francia)          | Medalla de plata   | Medio fondo (P)    |
| 1925               | Ámsterdam (Países Bajos) | Medalla de bronce  | Medio fondo (P)    |

## Palmarés
- 1919
  - Campeón de Francia de Medio fondo
- 1920
  - Campeón del Mundo de Medio fondo 
  - Campeón de Europa de medio fondo
  - Campeón de Francia de Medio fondo
- 1921
  - 1.º en los Seis días de París (con Oscar Egg)
- 1922
  - Campeón de Francia de Medio fondo 
  - 1.º en los Seis días de París (con Émile Aerts)
- 1923
  - Campeón de Francia de Medio fondo
- 1924
  - 1.º en los Seis días de París (con Émile Aerts)
- 1925
  - Campeón de Francia de Medio fondo